# Lego Star Wars: The Complete Saga
Lego Star Wars: The Complete Saga (с англ. — «Lego Звёздные войны: Полная сага») — компьютерная игра, разработанная компанией Traveller's Tales и изданная LucasArts в 2007 году. Она основывается на 6 фильмах кино-саги Джорджа Лукаса. Является перезагрузкой Lego Star Wars: The Video Game и Lego Star Wars II: The Original Trilogy. Также игра содержит дополнительные материалы (бонус-уровни: «Полёт Энакина», «Lego City» и «Новый город»).

## Сюжет

### От разработчика
В 2007 году знаменитой кино-саге Джорджа Лукаса исполняется ровно 30 лет — в далёком 1977-м вышла на экраны первая часть классической трилогии. У вас есть уникальный шанс вновь пережить все события, вместившиеся в шесть фильмов, и почувствовать себя в шкуре известных героев ленты. Освежите в памяти атаку на Звезду Смерти, бой с Дартом Вейдером, гонки по лесу на скоростных скутерах и многие другие знакомые моменты.

### «Сюжетные дыры»
Сюжет игры в основном повторяет сюжет фильмов, но в силу того, что кат-сцены не озвучены (персонажи изъясняются только междометиями), а формат видеоигры не может передать, например, диалоги, на которых строится сюжет фильмов, так в сюжете игры не были показаны некоторые персонажи (например Шми Скайуокер) и сцены, значимые для сюжета (вынужденная посадка Квай-Гона и Оби-Вана на Татуин, причина перехода Энакина на тёмную сторону силы). Также игроки, не знакомые с фильмами, могли не понять, почему цвет меча Энакина сменился с синего на зелёный, а потом обратно.

## Мос Эйсли
В игре присутствует кантина Мос Эйсли — локация из фильмов. Здесь кантина играет роль меню для переключения между уровнями, где имеются 8 комнат (6 для каждого эпизода, комната дуэлей и комната бонусных уровней), магазин (тут за детальки можно покупать подсказки, персонажей и вводить коды) и редактор персонажей. В комнате бонусных уровней присутствует также комната, в которой можно посмотреть два трейлера: один к самой игре, другой — к игре Lego Indiana Jones: The Original Adventures, следующему проекту TT Games.

## Бонусные уровни
«Lego City» — это специальный уровень, появлявшийся как и в этой игре, так и в прошлой игре, Lego Star Wars II: The Original Trilogy. Уровень «Новый город» (англ. A New Town) является схожим по геймплею с уровнем Lego City, но отличающимся гораздо большей сложностью, и тем, что он эксклюзивный в этой игре, как и эпизод «Полёт Энакина».
Также в игре есть ещё 3 уровня: уровни «Гонки на подах Мос Эспа» и «Кавалерия» из Lego Star Wars: The Video Game и специальный уровень «Новая надежда» (англ. A New Hope), играбельными персонажами которых являются Дарт Вейдер, Штурмовик и C-3PO.

## Отзывы
| Сводный рейтинг | Сводный рейтинг | Сводный рейтинг | Сводный рейтинг | Сводный рейтинг |
| Издание         | Оценка          | Оценка          | Оценка          | Оценка          |
| Издание         | DS              | PS3             | Wii             | Xbox 360        |
| --------------- | --------------- | --------------- | --------------- | --------------- |
| GameRankings    | 81,00 %         | 81,78 %         | 80,39 %         | 81,07 %         |

## «Наследник» — Skywalker Saga
5 апреля 2022 года была выпущена игра Lego Star Wars: The Skywalker Saga, которая берёт много идей из Complete Saga, в частности название и структуру игры по всем фильмам «Звёздных войн», а также в новой игре появились моды и дополнение Classic Characters, которые позволят вспомнить атмосферу Complete Saga.